# Donacia clavipes
Donacia clavipes (лат.) — вид жуков-листоедов из подсемейства радужниц. Распространён в Европе, Турции, на берегах Чёрного моря, в Сибири, Казахстане, Кыргызстане, Монголии, на Дальнем Востоке России и в северном Китае.

## Описание
Имаго длиной 7—12 мм. Верхняя сторона тела металлически-зелёная или бронзовая. Нижняя сторона — в серебристо-белых волосках. Усики и ноги длинные, рыжие, ноги иногда отчасти затемнённые. Данный вид характеризуется следующими признаками:
- каждое из надкрылий на вершине совершенно закруглено, наверху в крупных, преимущественно поперечных морщинках, без вдавлений;
- переднеспинка в очень редких точках и морщинках;
- задние бёдра слабо утолщены, без зубчиков.

## Экология
Обитают на околоводной растительности. Кормятся на листьях тростника обыкновенного, которые нависают над водой. Жуки питаются листьями, наклонив голову перпендикулярно листу. Жуки надгрызают в листе небольшую ямку, которую затем постепенно удлиняют. Питаться могут с любой стороны листа.